# Layal Abboud
Layal Abboud (ALA-LC: Layal Eabuwd; en árabe: ليال عبود‎‎; laj'ja:l ʕab'bu:dⓘ; Kniseh, Líbano, 15 de mayo de 1982) es una cantante pop, folclórica entertainer, poeta fonética y lírica, danzante, modelo de prueba, musulmana, humanitarista.

## Biografía

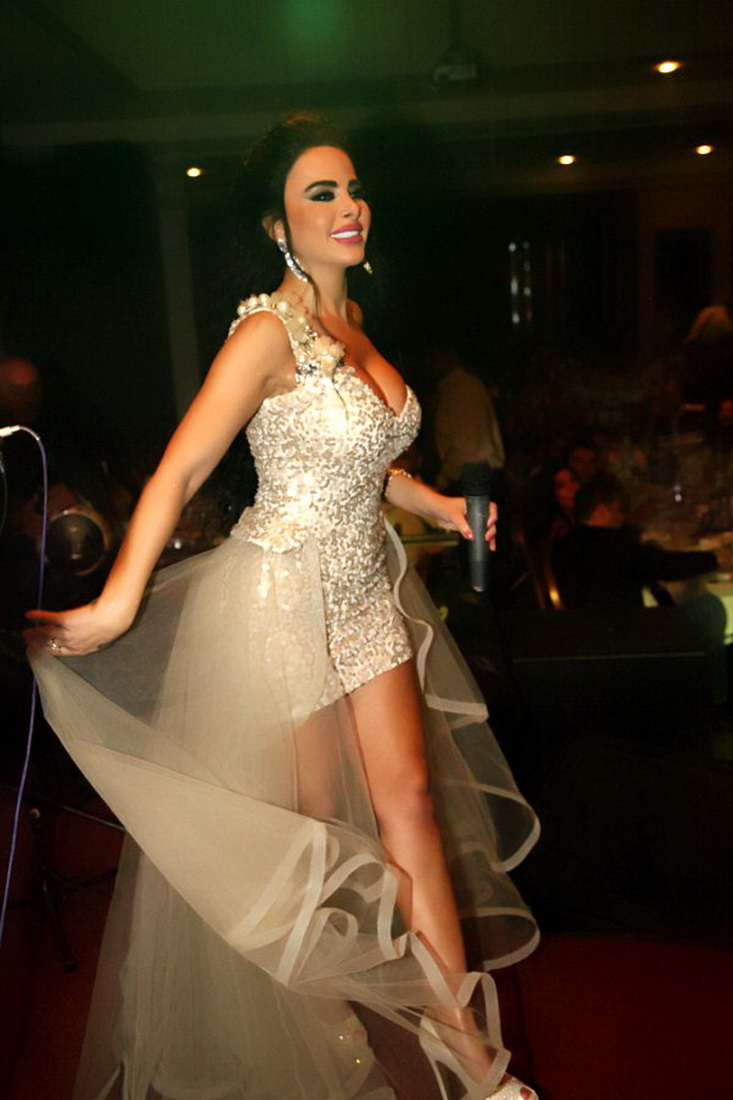
Layal Abboud en 2015.

Nacida en una gran familia musical en Keniseh, Distrito de Thyre, Líbano Sur, su padre Mounir, y la madre Maryam, tuvieron tres varones y seis mujeres. Cuando era niña comenzó a cantar y bailar y era fan del cantante pop egipcio Amr Diab.
Abboud es una ex oficial de policía de la ISF. Estudió literatura inglesa en la Universidad del Líbano; y, traducción en la Universidad Árabe de Beirut y expresión musical en la Universidad Americana de Ciencia y Tecnología.
Se presentó por primera vez en la serie de Studio El-Fan, debutando como competidora del Líbano Sur de 2001 y de 2002. La carrera musical de Abboud floreció con el lanzamiento de su primer álbum Fi Shouq (en árabe: في شوق‎: Anhelando) publicado a fines de 2007.
Sus canciones en diferentes dialectos arábigos, famosa por su presentación de la música folklórica libanesa y conciertos internos de verano. Layal es una miembro del نقابة الفنانين المحترفين في لبنان Asociación de artistas profesionales en el Líbano.
Desde la edad de 14 años, trabajó como maestra privada, en primaria, con más de trece estudiantes.
Estudió música en el Instituto Nacional de Música durante dos años, graduándose con una diplomatura.
Layal sirvió como oficial de policía en la Fuerza policial del Líbano, trabajando en seguridad, por dos años en el Departamento de Inspección del Aeropuerto Internacional Rafic Hariri.

### Carrera musical
Layal apareció en televisión, por primera vez, en el exitoso programa Studio El-Fan como competidora de su temporada 2001 a 2002.
Ha cantado en varios cafés y restaurantes de Beirut, y finalmente trabajó en redes con músicos como Richard Najm, Tony Abi Karam y Salim Salameh.
Layal pasó a estudiar música con Richard Najm, y en 2006 se convirtió en una multiinstrumentista experta en oud, órgano y guitarra.
Su primer álbum, Fi Shouq (en árabe: في شوق‎: Anhelando) se lanzó a fines de 2007. En una entrevista con un medio egipcio acerca de sus preferencias en la música, Layal aseguró que -"¡La música es mi vida!"
Las inspiraciones de Layal incluye a Ammar El Sherei, Baligh Hamdi y Sabah a quien Layal llamó el "ideal de mi carrera artística". En julio de 2014, Layal también dijo que estaba "muy atraída por los músicos franceses, posiblemente porque soy un poco romántica empedernida"."
Además de ser cantante y música, Layal también es poeta y compositora, aunque dice que se abstiene de publicar sus poemas o composiciones para centrarse en su carrera musical, tal como le aconsejó su mánager, Dory Shehade.